# Anadara esmeralda
Anadara esmeralda is een tweekleppigensoort uit de familie van de Arcidae. De wetenschappelijke naam van de soort is voor het eerst geldig gepubliceerd in 1941 door Pilsbry & Olsson.